# Newark (Delaware)
Newark – miasto w Stanach Zjednoczonych, w stanie Delaware, w hrabstwie New Castle, na południowy wschód od Wilmintgon. Jest główną siedzibą University of Delaware, największego uniwersytetu w Delaware.

## Historia
Newark zostało założone przez irlandzko-walijskich osadników w 1694 r. Prawa miejskie otrzymało w 1758 r. przez z nadania Jerzego II, króla Wielkiej Brytanii.
Szkoły odegrały znaczącą rolę w historii Newark. Gimnazjum, założone przez Francisa Alisona w 1743 roku, zostało przeniesone z New London, w stanie Pensylwania do Newark w 1765 roku. Od 1921 r. nazywa się ono University of Delaware. Jednymi z pierwszych absolwentów szkoły było trzech sygnatariuszy Deklaracji Niepodległości: George Read, Thomas McKean i James Smith.